# Groene trompetboom
De groene trompetboom (Catalpa bignonioides) is een plant uit de trompetboomfamilie (Bignoniaceae). Het is een bladverliezende boom die afkomstig is uit het zuidoosten van de Verenigde Staten (Alabama, Florida, Georgia, Louisiana en Mississippi). De plant komt in Europa voor als sierboom. 
Het is een boom die 12-15 m (soms zelfs tot 20 m) hoog wordt. De boom heeft een brede kroon en een korte stam. De schors is dun, grijsbruin en barst in kleine vlakjes.
De bladeren zijn tegenoverstaand of staan dikwijls in drietallige kransen aan de stomp vierkantige twijgen. Ze zijn enkelvoudig, eirond en kort toegespitst en hebben soms met enkele lobben.  Ze zijn eerst aan beide zijden, later alleen aan de onderzijde zacht behaard.  
De bladsteel is 10-17 cm lang. De bladschijf is 10-25 x 8-15 cm groot. Bij kneuzing geuren de bladeren onaangenaam.  De boom loopt laat uit in het voorjaar en de bladeren vallen vroeg af in de herfst.
De bloemen zijn wit met gele strepen en violette punten en 4-5 cm breed. Ze geuren zwak, zijn tweeslachtig en staan in brede rechtopstaande pluimen. Ze bloeien in juni en juli, nadat de bladeren zijn uitgelopen.
De vruchten groeien in september en oktober, worden 20-40 cm lang en hebben een dunne vruchtwand.  De peulvormige doosvruchten bevatten talrijke kleine, vlakke zaden met spitse, behaarde vleugels.  De vruchten blijven tot in het voorjaar aan de boom.
De plant houdt van voedselrijke, vochtige grond en is winterhard.

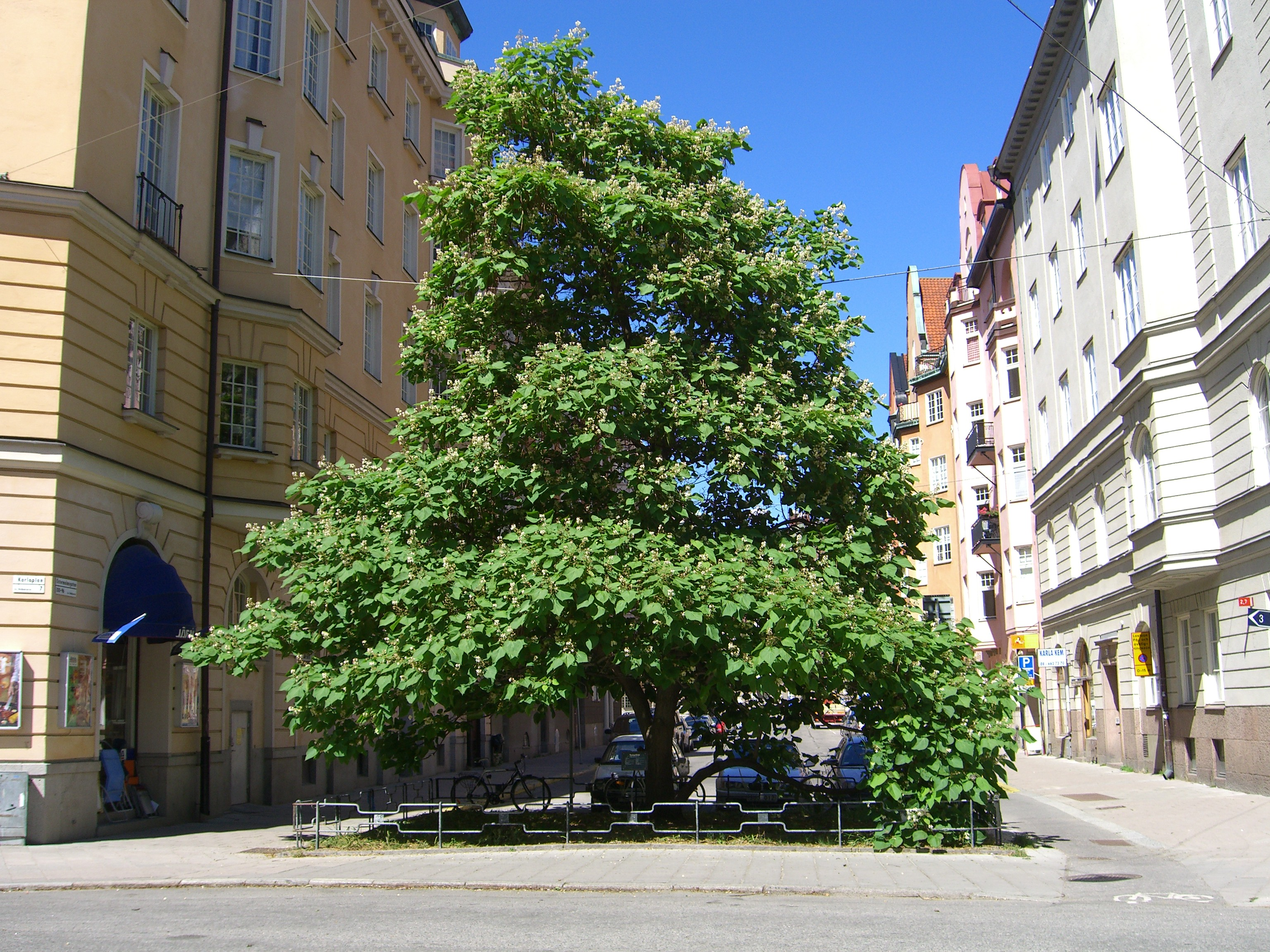
Boom in Stockholm
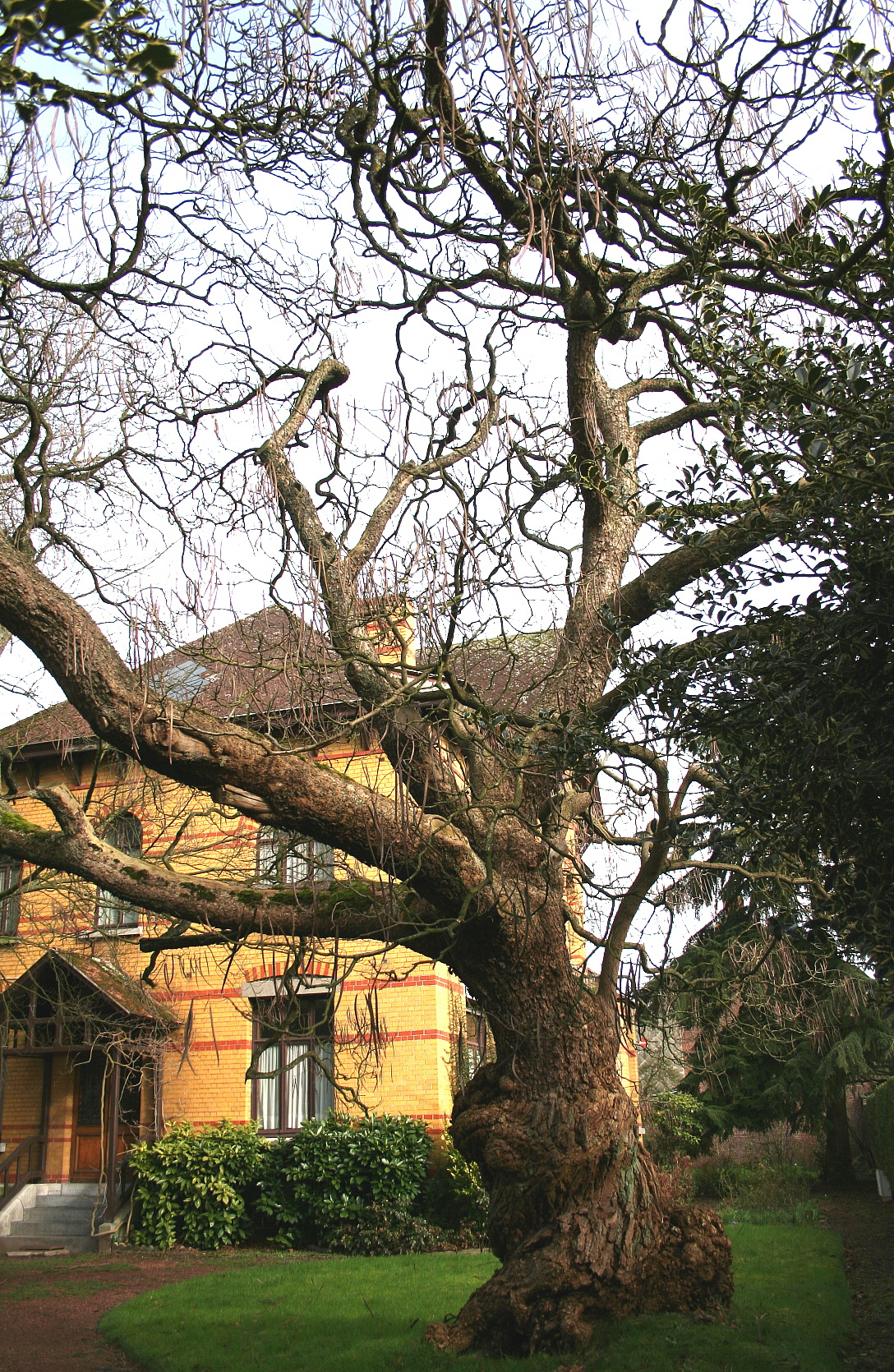
Catalpa bignonioides 'Aurea'; 15 m hoog en stamomtrek 280 cm
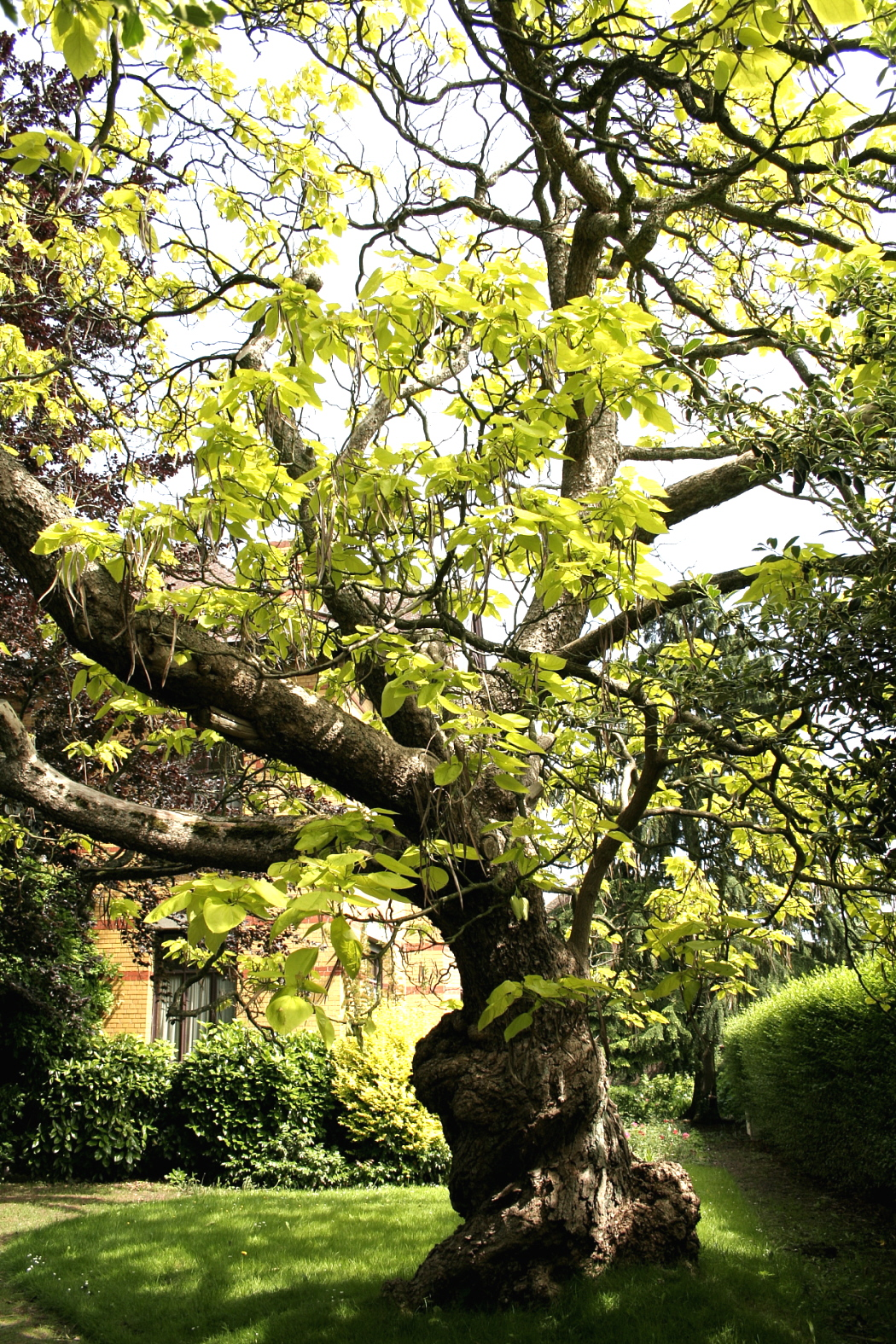
Dezelfde boom in het voorjaar
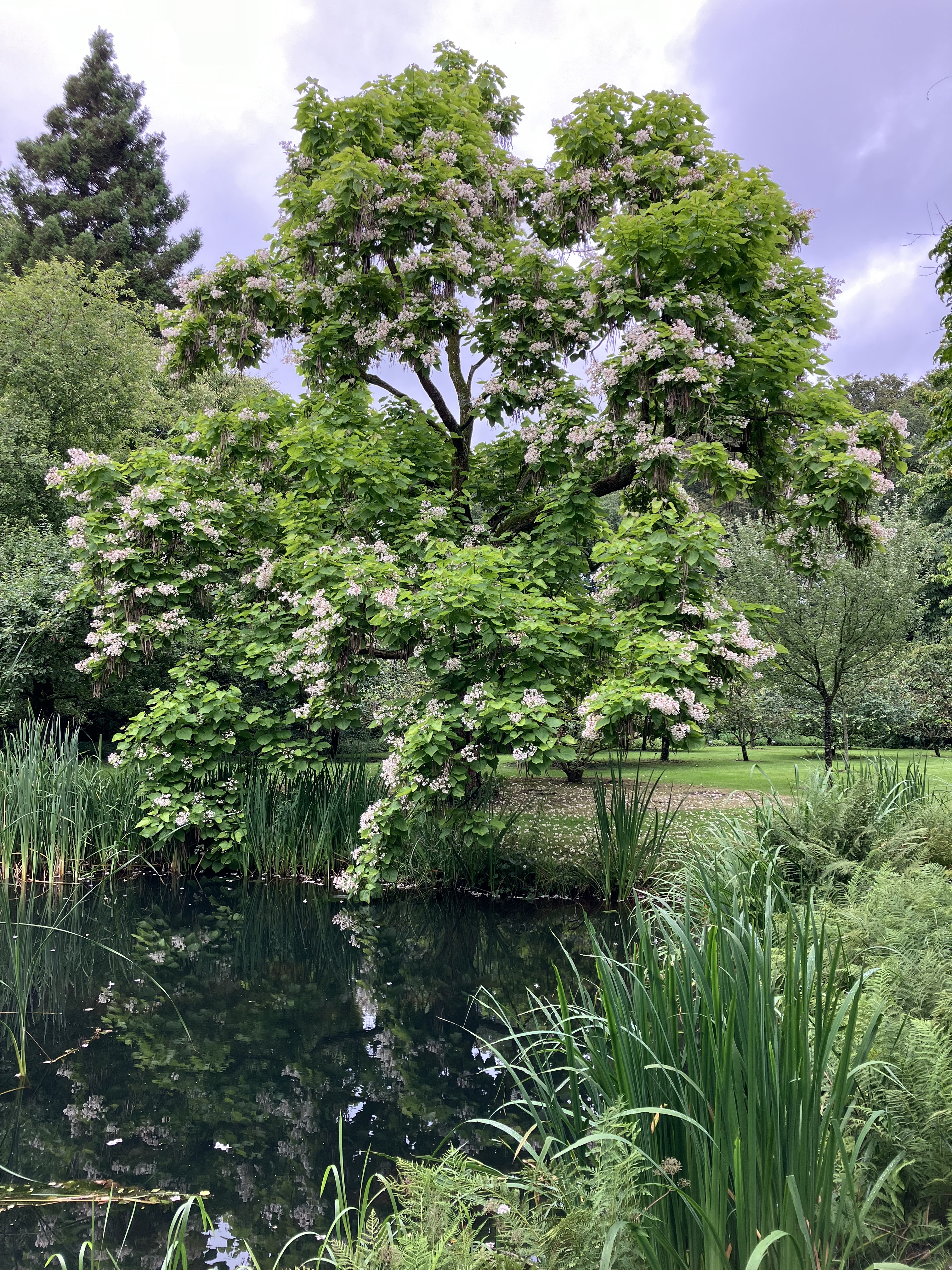
Bloeiend exemplaar in Gooilust, 's-Graveland

## Cultivars
- Catalpa bignonioides 'Aurea' (Gele trompetboom)
- Catalpa bignonioides 'Nana' (Boltrompetboom)